# Backstugan Kulla
Backstugan Kulla är en backstuga i Upphärads socken i Trollhättans kommun. Byggnaden, som uppfördes 1860, är byggnadsminne sedan den 24 november 2010.

## Historia
Den så kallade backstugan Kulla fick sitt utseende i början av 1900-talet, men är sannolikt uppförd redan 1860, vilket en dendrokronologisk undersökning visat. 1913 styckades Kulla av från Nyckleby Nedergård och fick en egen tomt. Backstugans vänner fick stugan 2005 som en gåva. Sedan 1985 har ingen bott i stugan. Dessförinnan användes Kulla som en fritidsbostad efter det att den siste åretruntboende, Edvin Olofsson, avled i stugan år 1961. De som bott på Kulla har varit järnvägsarbetare, byggnadsarbetare, stenarbetare, målare, mejeriarbetare med mera.
Ordet backstuga ger olika associationer. Torp och backstugor låg i äldre tider ofta tätt i skogarna. Skillnaderna mellan torp och backstuga synes många gånger vara minimal. Torpet hade, i motsats till backstugan, ett kontrakt med ägaren av marken och fick även en bit mark att odla. Torparen hade även skyldigheter mot markägaren. Backstugusittaren satt helt på ofri grund eller "på bar backe". Ordet backstuga kan också beteckna en i marken halvt nedgrävd stuga men detta synes inte ha varit vanligt. Termen torde mer ge en antydan till hur backstugan och backstugusittaren bedömdes ur social synpunkt. I äldre kartmaterial synes ordet backstuga just beteckna byggnad på ofri grund. När länsmuseet 1975 gjorde en byggnadsinventering i Upphärad kunde man konstatera att det fortfarande fanns ovanligt många småbruk och torpställen bevarade.
De första backstugusittarna var Andreas Swensson och Ingeborg Larsdotter, vilka flyttade in i stugan 1860 tillsammans med sonen Johan. Efter Ingeborgs död 1875 utackorderades Andreas till en familj och avled två år senare. Deras dotter Sofia med sonen Fredrik flyttade in i Kulla och bodde där tillsammans med änkan Anna Bengtsdotter. Sedan Sofia och Fredrik flyttat 1886 blev Anna Bengtsdotter kvar till 1905 då hon avled.
1906 flyttade Lars Andreasson med hustru och fem barn in i Kulla och år 1913 friköptes huset av sonen Albin Larsson, varefter Kulla bytte namn till Oskarsberg. Under 1920- och 1930-talen hyrde Albin Larsson ut stugan. 1941 såldes den till Edvin Olofsson, som avled i stugan 1961 vid 91 års ålder.
Efter 1996 förföll och vandaliserades stugan och dödsboet efter den siste ägaren försökte sälja den, men fann ingen köpare, varför de bad brandkåren bränna ner stugan, vilket den sade nej till. Föreningen Backstugans Vänner bildades i juni 2005 och i augusti samma år skänktes stugan till föreningen av dödsboet.

## Beskrivning
På fastigheten finns förutom backstugan, en nedgrävd jordkällare, ett utedass och en stensatt damm och kallkälla. Några äldre växter och fruktträd finns även kvar. Tomten avgränsas med en kallmur.
Den så kallade backstugan Kulla fick sitt utseende i början av 1900-talet, men är sannolikt uppförd redan 1860. Tidigare var huset spånbeklätt och hade utanpåliggande knutskallar, vilket fortfarande kan ses i den tillbyggda snickarboden. 1913 styckades Kulla av från Nyckleby Nedergård och fick en egen tomt. Vid detta tillfälle var stugan förmodligen klädd med omålad eller falufärgad spån som nu fick vika för den panel som finns på fasaden. Eventuellt kom även farstun till då. Den vita färgen kom sannolikt först på senare delen av 1940-talet.
Vatten, avlopp och el finns inte indragen. Inte heller finns det någon bilväg fram till stugan. Huset består av ett rum med ett mindre kök, förstuga i söder och vidbyggd rödfärgad vedbod på norrsidan. Grunden är i natursten och sadeltaket har tvåkupigt lertegel. Andra mindre upprustningar har gjorts på källarvind, ytterdörr, skorsten och stenmurar.
Huset består av ett rum med ett mindre kök, förstuga i söder och en vidbyggd vedbod på norrsidan. Rummet lerklinades och tapetserades om 2010. I rummet finns en rörspis och i köket en gjutjärnsspis och bakugn.